# Gredeby
Gredeby är en småort i Nättraby socken i Karlskrona kommun i Blekinge län.